# 維略柳尼山
13°29′51″S 71°9′37″W / 13.49750°S 71.16028°W
維略柳尼山（Huillolluni），是秘魯的山峰，位於該國東南部庫斯科大區，處於科爾克蓬科山東北面和安卡瓦查納山西北面，屬於安第斯山脈中韋爾卡努塔山脈的一部分，海拔高度約5,000米。